# LuAZ-967
LuAZ-967 est un véhicule militaire amphibie produit depuis 1961 en URSS/Ukraine par LuAZ. Assez léger pour être aérotransportable, il a une charge utile de 400 kg sur la plupart des terrains.

## Historique
La conception a commencé après la guerre de Corée, lorsque les Soviétiques ont vu le besoin de petits véhicules tout-terrain comparables à la Jeep américaine, pour compléter les GAZ-69 trop gros et trop lourds alors en service.
Développé au NAMI (l'Institut national de l'automobile), le prototype, connu sous le nom de NAMI 049, a été achevé en 1958. Contrairement à la Jeep, il avait une carrosserie en fibre de verre, une suspension indépendante à barre de torsion aux quatre roues et une transmission permanente à quatre roues motrices avec moyeux de verrouillage. Il avait un empattement de 1 800 mm, une garde au sol de 280 mm  et était propulsé par un  moteur de moto MD-65 de 22 ch  (copie d'un Orbita moto ). Les essais ont montré qu'il était sous-alimenté et que le châssis était trop fragile.
Un deuxième prototype, le NAMI 049A, avait un moteur V4 MeMZ 965 (en) de 746 cm3  (sélectionné pour être utilisé dans le ZAZ-965), une carrosserie en acier et une traction arrière (avec entraînement optionnel des roues avant). Les barres de torsion avaient été remplacées par une configuration à ressort hélicoïdal. Il pesait 1 350 kg, avec un  moteur MeMZ 967 A de 37 ch et était capable de tirer une remorque de 300 kg ; il pouvait franchir une pente de 58° et sa vitesse de pointe était de 80 km/h.
Il a été produit entre 1961 et 1975 à l'usine automobile de Loutsk - LuAZ.

## Variantes
- LuAZ-967A - moteur plus puissant modernisé MeMZ-967А
- LuAZ-967M — ЛуАЗ-967А modernisé avec le même moteur.
- Geolog - une version spéciale à 6 roues a été construite

## Galerie d'images

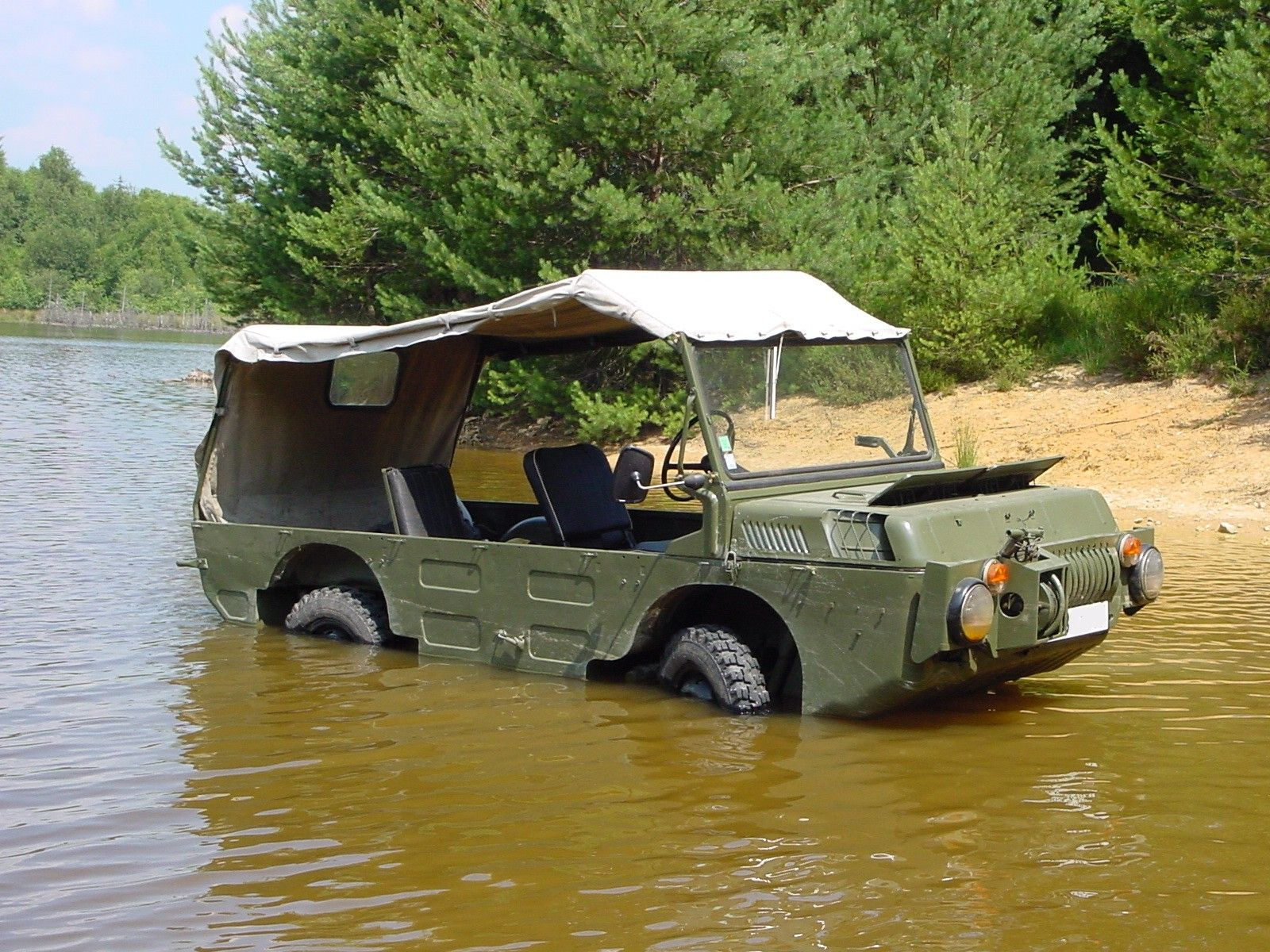
LuAZ-967M avec bache
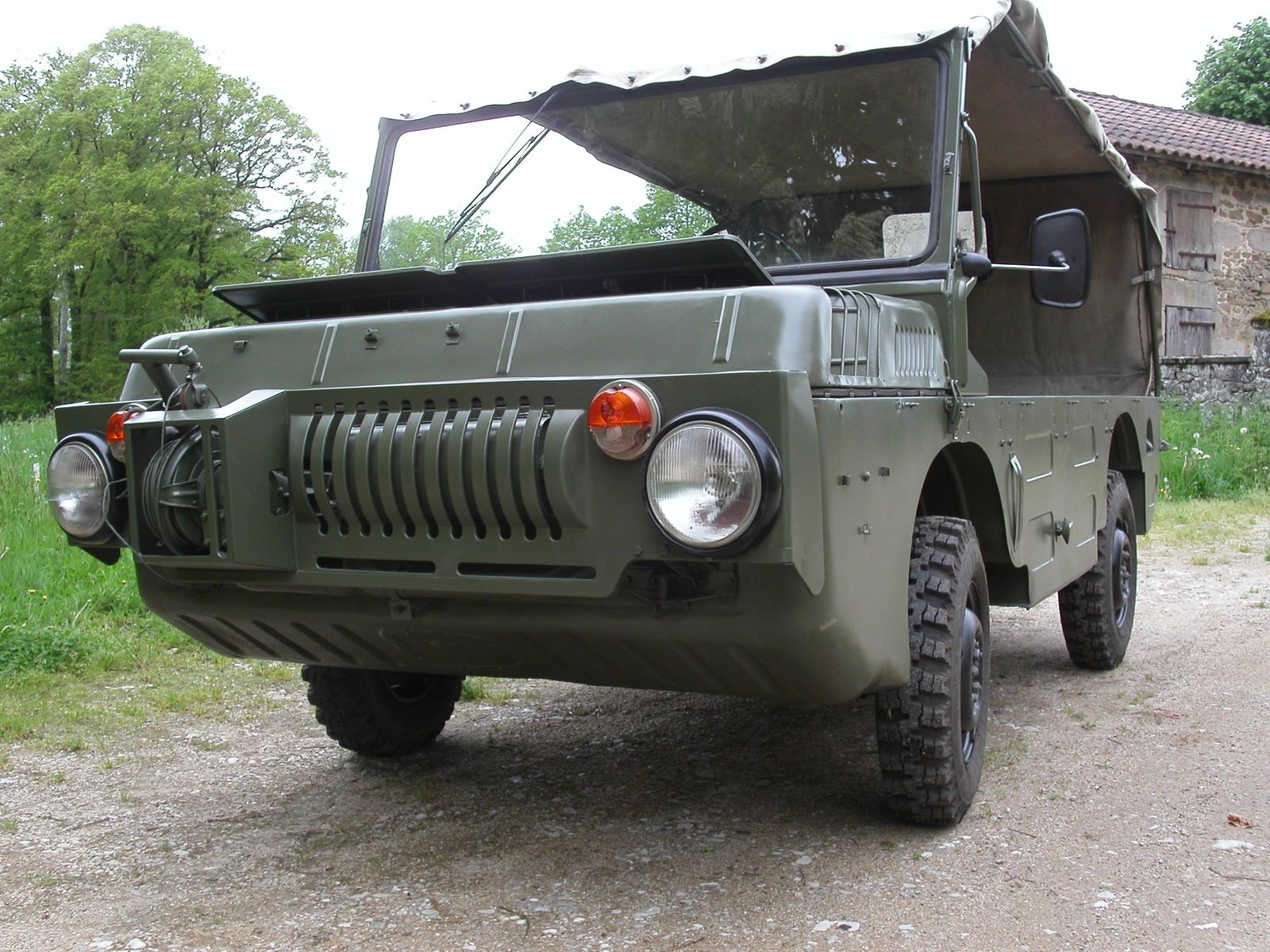
LuAZ-967M vue avant
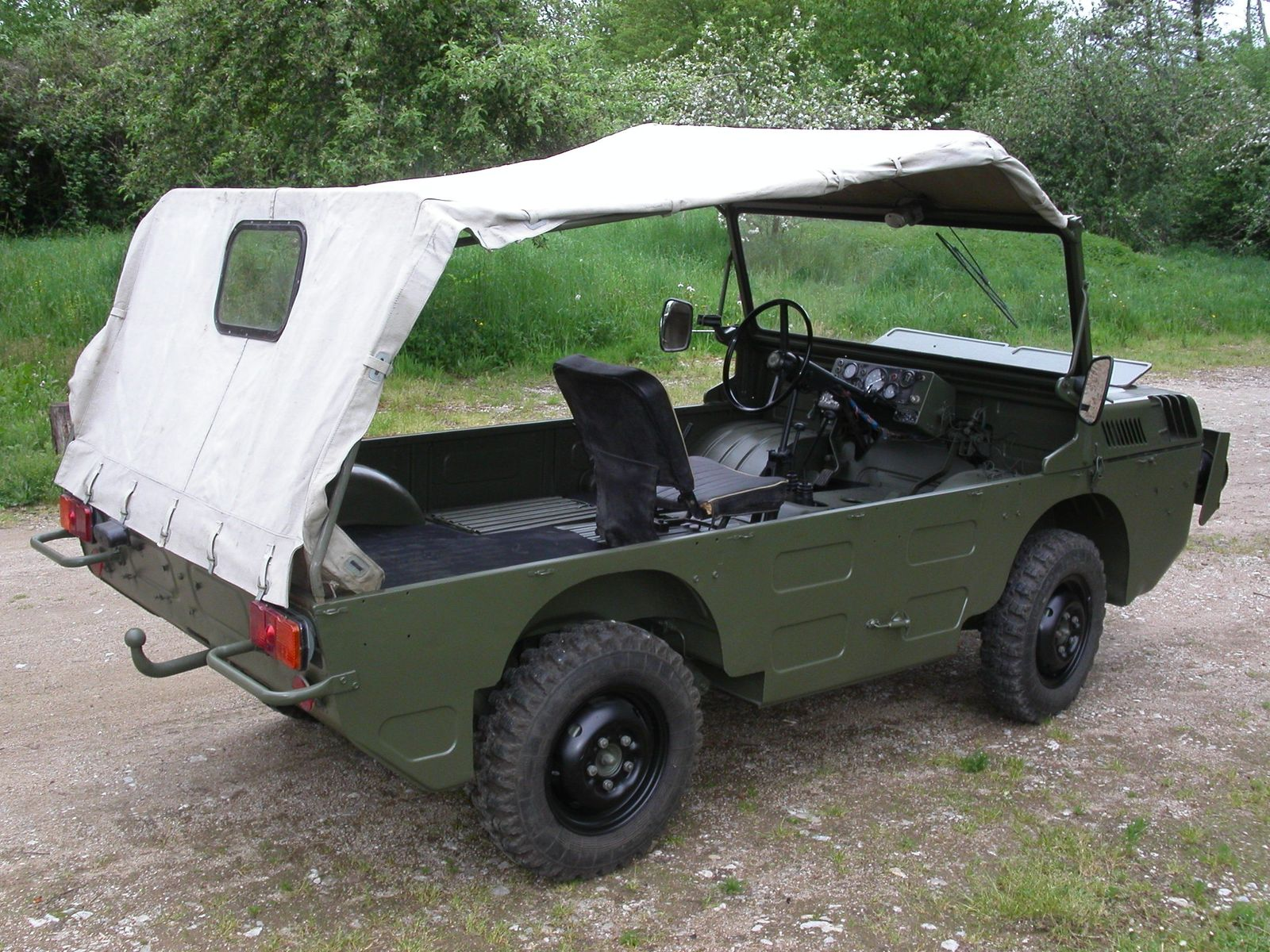
LuAZ-967M vue arriere
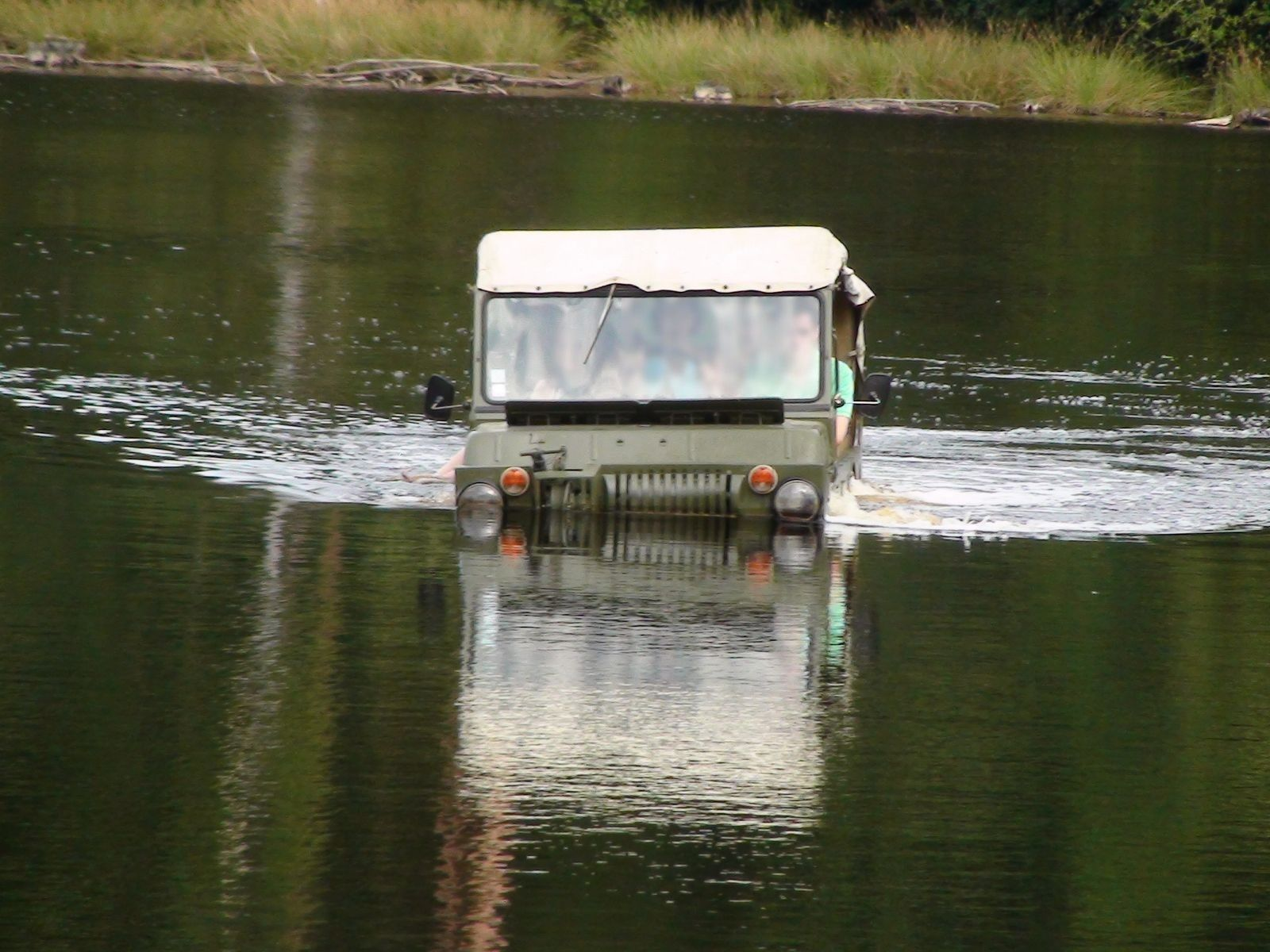
LuAZ-967M dans l'eau
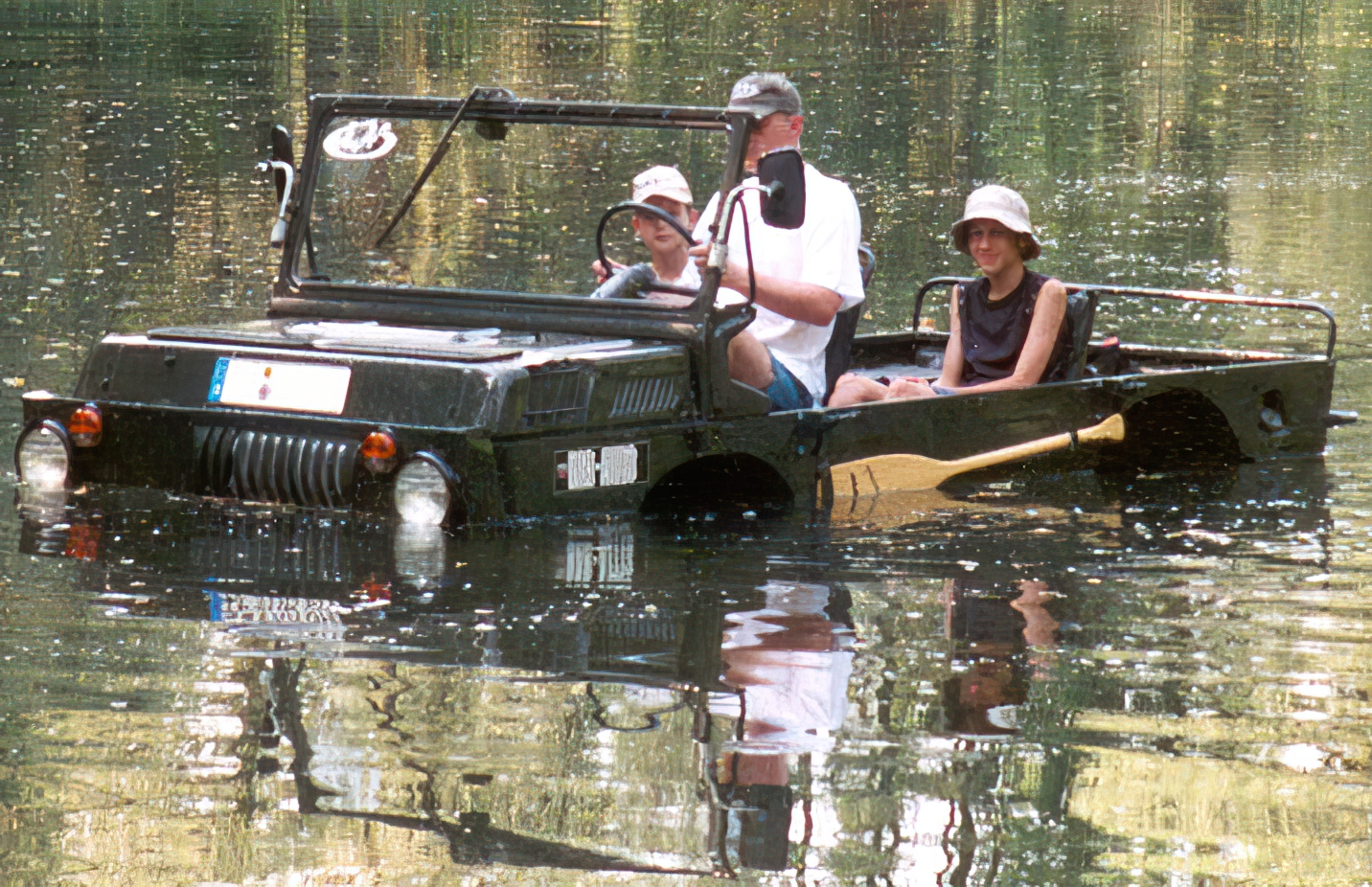
LuAZ-967M

## Sources
- Andy Thompson, Cars of the Soviet Union, Haynes Publishing, 2008 (ISBN 978-1844254835)
- Pat Ware, The World Encyclopedia of Military Vehicles, Lorenz Books, 2010 (ISBN 978-0-7548-2052-9), p. 179